# لويس يوسيرا بوجالال
لويس يوسيرا بوجالال (بالإسبانية: Luis Usera)‏ كان رئيسا لريال مدريد من 1930 إلى 1935.